# Impasse Dany
L’impasse Dany est une voie en impasse du 8e arrondissement de Paris. 

## Situation et accès
Elle s'ouvre au niveau du no 42 rue du Rocher.

## Origine du nom
Cette voie est nommée d'après le nom du propriétaire des terrains sur lesquels elle a été ouverte,.

## Historique
Cette voie est créée sous sa dénomination actuelle en 1821.

## Sources
- Félix Lazare et Louis Lazare, Dictionnaire administratif et historique des rues de Paris et de ses monuments, Paris, Imprimerie de Vinchon, 1844-1849.
- Félix de Rochegude, Promenades dans toutes les rues de Paris. VIIIe arrondissement, Paris, Hachette, 1910. .